# Episodi de La nostra amica Robbie (settima stagione)
Gli episodi della settima stagione di La nostra amica Robbie sono andati in onda dal 6 settembre all'8 novembre del 2008. In Italia sono stati trasmessi dal 19 agosto 2011.
| n° | Titolo originale              | Titolo italiano           | Prima TV Germania | Prima TV Italia |
| -- | ----------------------------- | ------------------------- | ----------------- | --------------- |
| 1  | Spurensuche                   | Il sostituto              | 6 settembre 2008  | 19 agosto 2011  |
| 2  | Robbie und der Pelikan        | Robbie e il pellicano     | 13 settembre 2008 | 20 agosto 2011  |
| 3  | Rettung aus der Luft          | Salvataggio dal cielo     | 20 settembre 2008 | 21 agosto 2011  |
| 4  | Ein Herz für Robbie           | Un cuore per Robbie       | 27 settembre 2008 | 22 agosto 2011  |
| 5  | Verflix verlebt               | Innamorato                | 4 ottobre 2008    | 23 agosto 2011  |
| 6  | Weggeputzt                    | Le grandi pulizie         | 11 ottobre 2008   | 24 agosto 2011  |
| 7  | Robbie auf großer Fahrt       | Robbie in viaggio         | 18 ottobre 2008   | 25 agosto 2011  |
| 8  | Robbie und der Fliegenfischer | Robbie e la pesca a mosca | 25 ottobre 2008   | 26 agosto 2011  |
| 9  | Herzenswünsche                | Desideri del cuore        | 1º novembre 2008  | 27 agosto 2011  |
| 10 | Hochzeitsglocken              | Il giorno più bello       | 8 novembre 2008   | 28 agosto 2011  |